# 6 Ore di Vallelunga
La 6 Ore di Vallelunga è una gara di durata disputata annualmente sul circuito di Vallelunga, situato a nord di Roma.
La prima edizione si disputò nel 1973, e fece parte del Campionato Mondiale Sportprototipi sino al 1980.  Non disputata sino al 1993, nel 1994 riprese come parte del Campionato GT italiano. Fece parte del calendario anche del breve Challenge Endurance italiano nel 1997 e 1998. Dal 2011 assume il nome di "6 Ore di Roma".

## Vincitori
| Anno | Data         | Piloti                                                     | Team                  | Auto                       | Competizione                   |
| ---- | ------------ | ---------------------------------------------------------- | --------------------- | -------------------------- | ------------------------------ |
| 1973 | 25 marzo     | Henri Pescarolo Gérard Larrousse François Cevert           | Equipe Matra-SIMCA    | Matra-SIMCA MS670B         | World Championship for Makes   |
| 1976 | 4 aprile     | Jacky Ickx Jochen Mass                                     | Martini Racing        | Porsche 935                | World Championship for Makes   |
| 1977 | 2 giugno     | Arturo Merzario Derek Bell                                 | Autodelta             | Alfa Romeo 33SC12          | World Championship Sports Cars |
| 1977 | 23 ottobre   | Luigi Moreschi "Dino"                                      | Scuderia Vesuvio      | Porsche 935                | World Championship for Makes   |
| 1978 | 3 settembre  | Henri Pescarolo Bob Wollek                                 | Porsche Kremer Racing | Porsche 935/77A            | World Championship for Makes   |
| 1979 | 16 settembre | Giorgio Francia Lella Lombardi                             | Enzo Osella           | Osella PA7-BMW             | World Championship for Makes   |
| 1980 | 7 settembre  | Giorgio Francia Roberto Marazzi                            | Giorgio Francia       | Osella PA8-BMW             | World Championship for Makes   |
| 1994 | 31 ottobre   | Luciano della Noce Anders Olofsson                         | Strandell Totip       | Ferrari F40 GTE            |                                |
| 1995 | 19 novembre  | Luciano della Noce Anders Olofsson                         | Ennea Racing          | Ferrari F40 GTE            | Coppa GT                       |
| 1996 | 17 novembre  | Luciano della Noce Mimmo Schiattarella                     | Euro Racing           | Ferrari F40 GTE            |                                |
| 1997 | 16 novembre  | Thomas Bscher John Nielsen                                 | GTC Competition       | McLaren F1 GTR             | Campionato Italiano Prototipi  |
| 1998 | 15 novembre  | Fabio Mancini Denny Zardo                                  | Tampolli Racing       | Tampolli RTA98-Alfa Romeo  | Campionato Italiano Prototipi  |
| 1999 | 21 novembre  | Denny Zardo Angelo Lancelotti                              | Denny Zardo           | Tampolli RTA98-Alfa Romeo  | Campionato Italiano Prototipi  |
| 2000 | 12 novembre  | Denny Zardo Angelo Lancelotti                              | Tampolli Engineering  | Tampolli RTA98-Alfa Romeo  | Campionato Italiano Prototipi  |
| 2001 | 11 novembre  | Massimo Saccomanno Ernesto Saccomanno                      | Audisio & Benvenuto   | Lucchini-Alfa Romeo        | Campionato Italiano Prototipi  |
| 2002 | 10 novembre  | Gianmaria Bruni Michele Rugolo Leonardo Maddalena          | Automotive Durango    | GMS Durango 01-Judd        |                                |
| 2003 | 9 novembre   | Filippo Vita Luigi de Luca                                 | Team Siliprandi       | Lucchini-Alfa Romeo        |                                |
| 2004 | 13 novembre  | Stefano Zonca Angelo Lancelotti                            | Lister Racing         | Lister Storm LMP-Chevrolet |                                |
| 2005 | 13 novembre  | Davide Mastracci Leonardo Maddalena Michele Rugolo         | Racing Box SRL        | Maserati MC12 GT1          |                                |
| 2006 | 19 novembre  | Pedro Lamy Marco Cioci Piergiuseppe Perazzini              | Racing Box SRL        | Maserati MC12 GT1          |                                |
| 2007 | 18 novembre  | Franco Ghiotto Marco Didaio Davide Uboldi                  | WRC                   | Norma M20-BMW              |                                |
| 2008 | 22 novembre  | Marco Cioci Piergiuseppe Perazzini Maurizio Mediani        | Advanced Engineering  | Ferrari F430 GT2           |                                |
| 2009 | 22 novembre  | Thomas Biagi Filippo Francioni Edoardo Piscopo             | Racing Box SRL        | Lola B08/80-Judd           |                                |
| 2010 | 21 novembre  | Alessandro Garofano Marco Mapelli                          | AF Corse              | Ferrari F430 GT2           |                                |
| 2011 | 20 novembre  | Gianmaria Bruni Piergiuseppe Perazzini Marco Cioci         | AF Corse              | Ferrari 458 Italia GT2     | Endurance Champions Cup        |
| 2012 | 25 novembre  | Alessandro Balzan Alessandro Pier Guidi Aleksandr Skryabin | Estamotorsport        | Ferrari 458 Italia GT2     | Dunlop Endurance Champions Cup |
| 2013 | 17 novembre  | Andrea Bertolini Piergiuseppe Perazzini Marco Cioci        | AF Corse              | Ferrari 458 Italia GTC     |                                |
| 2014 | 16 novembre  | Giancarlo Fisichella Piergiuseppe Perazzini Marco Cioci    | AF Corse              | Ferrari 458 Italia GTC     |                                |
| 2015 | 15 novembre  | Ivan Bellarosa Guglielmo Belotti                           | Avelon Formula        | Wolf GB08-Honda            | 3 Ore Endurance Champions Cup  |
| 2016 | 13 novembre  | Giorgio Mondini Andrea Dromedari Davide Uboldi             | EuroInternational     | Ligier JSP3                | 3 Ore Endurance Champions Cup  |
| 2017 | 12 novembre  | Piergiuseppe Perazzini Marco Cioci Mikkel Jensen           | AF Corse              | Ligier JSP3                | 3 Ore Endurance Champions Cup  |
| 2018 | 12 novembre  | Adrian Zumstein Manuel Zumstein                            | MDC Sports            | Mercedes AMG GT3           | 3 Ore Endurance Champions Cup  |